# رعاية وجيزة
رِعَايَةٌ وَجِيزَة (بالإنجليزية: Acute care)‏ أو الرعاية الوجيزة للحالات الحادة هي فرع من الرعاية الصحية الثانوية حيث يقدم العلاج اللازم للمرض لفترة قصيرة فقط من الوقت الذي يتم فيه معاملة المريض لنوبة قصيرة ولكن شديدة من المرض.
العديد من المستشفيات تحتوي على مراكز الرعاية الحادة وذلك بهدف علاج المريض بأسرع ما يمكن لتحسين الحالة الصحية والمستقرة.